# ТЕЦ „София-изток“
ТЕЦ „София-изток“ (старо име ТЕЦ „Трайчо Костов“) е топлофикационна електроцентрала в София, България, собственост на „Топлофикация София“.
Използва се главно и за топлофикация в югоизточната част на града, включително жилищните комплекси „Младост“ и „Дружба“. Производствените ѝ мощности за електричество са с капацитет около 186 MW (4 турбини по 30 MW и една 66 MW).